# Радіо (присілок)
Ра́діо (рос. Радио) — присілок (у минулому селище) у складі Салаватського району Башкортостану, Росія. Входить до складу Ішимбаєвської сільської ради.
Населення — 129 осіб (2010; 147 в 2002).
Національний склад:
- башкири — 97 %